# King's Quest (2015)
King's Quest är ett episodiskt datorspel som utvecklas av The Odd Gentlemen och ges ut av Sierra Entertainment. Det är den nionde delen i King's Quest-serien, och är i likhet med tidigare delar ett äventyrsspel, men dess gameplay är inte peka-och-klicka-baserad.
Den första episoden, "A Knight to Remember", gavs ut till Microsoft Windows, Playstation 3 och Playstation 4 den 28 juli 2015, och till Xbox 360 och Xbox One dagen därpå.

## Handling
Spelet handlar om kung Graham, huvudpersonen från de tidigare spelen King's Quest I, II och V, som berättar om sina äventyr för sitt barnbarn Gwendolyn.